# 尤代·馬赫卡爾
尤代·馬赫卡爾（英語：Uday Mahurkar，1962年9月28日—）是一名印度記者、政治分析家和作家，曾任《今日印度》集團副主編。2020年10月，他被印度政府任命為資訊專員。

## 生平
馬赫卡爾出生於中央邦印多爾，獨立後舉家遷往古吉拉特邦。他在前馬拉塔土邦巴羅達接受教育。1983年，他從巴羅達大學畢業，主修印度歷史文化和考古學，同年加入《印度快報》，在艾哈迈达巴德擔任副編輯。
2017年，馬赫卡爾撰寫了《與十億人同行》（Marching with a Billion）一書，講述納倫德拉·莫迪作為總理的施政模式。該書的前言由經濟學家克劳斯·施瓦布教授撰寫，他是世界經濟論壇的創始人和設計師。

## 外部連結
- 尤代·馬赫卡爾的X（前Twitter）
- 尤代·馬赫卡爾的Facebook專頁
- Nidhi Kumar. . 27 July 2017  [19 August 2018]. （原始内容存档于2023-05-24） –YouTube.
- . Business Today Blogs.   [19 August 2018]. （原始内容存档于2023-04-16）.